# Corynoptera subantarctica
Corynoptera subantarctica är en tvåvingeart som beskrevs av Wallace A. Steffan 1964. Corynoptera subantarctica ingår i släktet Corynoptera och familjen sorgmyggor. Inga underarter finns listade i Catalogue of Life.